# Peters’ Epaulettenflughund
Peters’ Epaulettenflughund (Epomophorus crypturus) ist ein Flughund der Gattung Epomophorus, welcher im südlichen Afrika vorkommt.

## Beschreibung

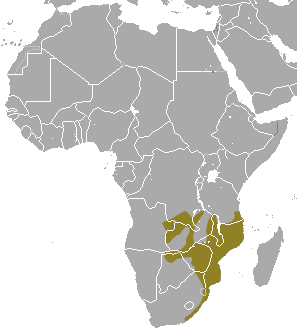
Verbreitungsgebiet

Die Art wird etwa 100 g schwer und ist mit einer Gesamtlänge (Kopf bis Schwanzspitze) von etwa 14,7 cm eine große Fledermausart in Afrika. Äußerlich ähnelt Peters’ Epaulettenflughund dem Angola-Epaulettenflughund (E. angolensis) und Wahlbergs’ Epaulettenflughund (E. wahlbergi). Die Verbreitungsgebiete von E. angolensis und E. crypturus überschneiden sich nicht. Vom sympatrisch vorkommenden E. wahlbergi kann Peters’ Epaulettenflughund durch die unterschiedliche Anzahl von Gaumenfurchen unterschieden werden, E. wahlbergi besitzt nur eine Gaumenfurche, E. crypturus zwei. Das Fell ist oberseits hell sandfarben bis hellbraun, unterseits ist es blasser gefärbt. Am unteren Bereich der Ohrmuschel hat die Art weiße Flecken. Die dunkelbraunen Flügel sind spärlich behaart. Der Sexualdimorphismus zeigt sich unter anderem an Größe und Gewicht: die Männchen sind deutlich schwerer und größer als die Weibchen. Zudem besitzen nur die Männchen die sogenannten Epauletten, also weißes, etwa 9 mm langes Fell an den Schultern, welches zur Balz aufgestellt und präsentiert werden kann. Während Ruhephasen sind diese weißen Fellbüscheln nicht sichtbar, sie können in spezielle Taschen zurückgezogen werden.

## Verbreitung
Das Verbreitungsgebiet des Peters’ Epaulettenflughund ist groß und reicht von KwaZulu-Natal in Südafrika über Mosambik, Simbabwe, Botswana und Sambia bis in die südliche Demokratische Republik Kongo und Tansania.

## Lebensweise
Peters’ Epaulettenflughunde ruhen tagsüber in kleinen Gruppen oder alleine frei hängend zwischen dem Laub großer Bäume, die Gruppen können aus bis zu 100 Tiere bestehen. Zwischen Nahrungshabitat und Quartier können mehrere Kilometer Strecke liegen. Die Nahrung wird nachts aufgenommen, als Nahrung dienen unter anderem Früchte von Feigen, vom Marula-Baum und von Parinari curatellifolia, Uapaca kirkiana oder Mimusops zeyheri. Die Früchte werden nicht direkt verzehrt, sondern zu Fraßplätzen transportiert und dort kopfüber hängend gefressen.
Die Weibchen bringen meist zu Beginn der Regenzeit ein, in seltenen Fällen zwei Jungtiere zur Welt. Die Fortpflanzung kann jedoch während des gesamten Jahres stattfinden.
Die Art fehlt in Küstenwäldern und scheint eher in trockeneren Baumsavannen und Galeriewäldern vorzukommen.

## Systematik
Peters’ Epaulettenflughund wurde als Unterart vom Gambia-Epaulettenflughund (E. gambianus) geführt. Aufgrund morphologischer Unterschiede des Schädels sowie dem Vorkommen in verschiedenen Habitaten wird E. crypturus als eigene Art eingestuft.

## Gefährdung
Aufgrund der Häufigkeit der Art und des großen Verbreitungsgebiets wird sie seitens der IUCN als nicht gefährdet („least concern“) gelistet.